# Palazzo Franceschini Folco
Palazzo Franceschini Folco è un palazzo settecentesco situato a Vicenza, opera dell'architetto e studioso vicentino Ottavio Bertotti Scamozzi, sede dell'Amministrazione provinciale dal 1994.

## Storia
Venne eretto nel 1770 per conto dei fratelli Giovanni e Girolamo Franceschini, famosi setaioli vicentini dell'epoca. Rappresenta una delle più significative opere dell'architetto vicentino nel capoluogo, per la duplice funzione di palazzo dominicale e opificio-filanda. I locali al piano nobile del fabbricato sono affrescati da allegorie del pittore veneziano Sebastiano Santi e del bellunese Giovanni Denin. 
Nell'Ottocento il palazzo venne venduto alla famiglia Folco di Schio, che completò l'edificio nelle parti incompiute.
Nel 1927 il Palazzo venne ceduto dalla "Società Anonima di macinazione Vercellese" all'amministrazione provinciale di Vicenza. Fu dapprima sede del Direttorio Federale del Partito Nazionale Fascista, che lasciò il posto, finita la guerra, alla questura.
In seguito ha ospitato, per qualche anno, gli studenti dell'Istituto Boscardin per diventare, nel 1994, sede istituzionale della Provincia, che tra il 1995 e il 2002 intervenne per restaurarlo.